# Romy Schneider
Romy Schneider, pseudonimo di Rosemarie Magdalena Albach (Vienna, 23 settembre 1938 – Parigi, 29 maggio 1982), è stata un'attrice austriaca naturalizzata francese.
Fu una delle più importanti attrici europee della sua generazione, celebre anche per la grande bellezza e l'espressività. Lavorò con alcuni dei più importanti registi della sua epoca.

## Biografia

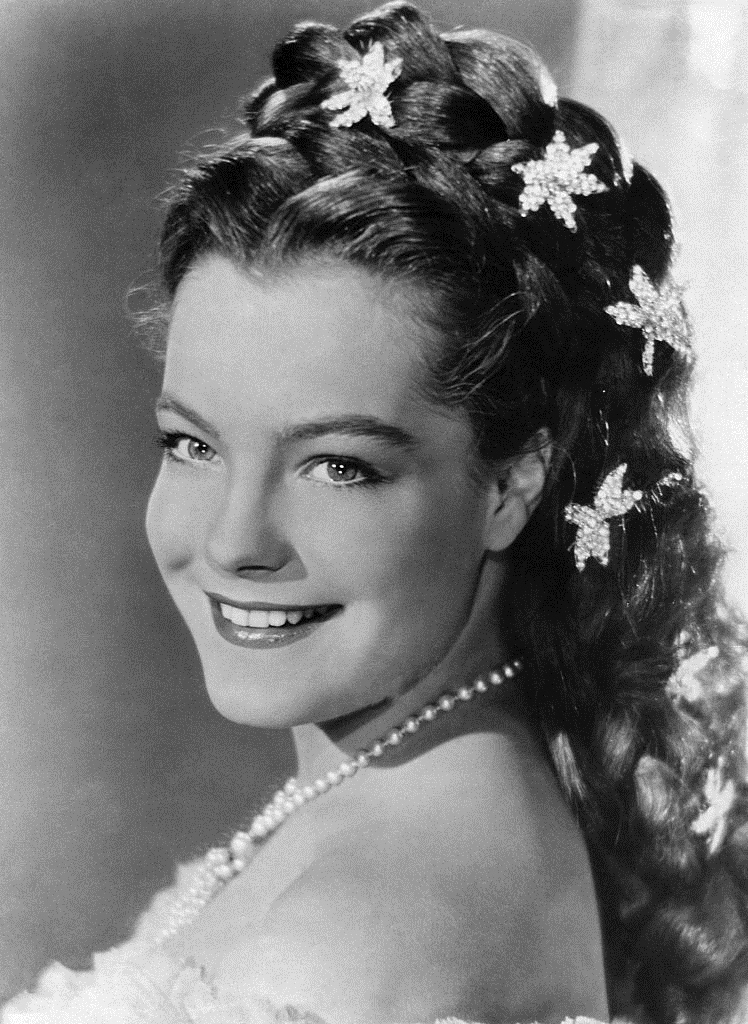
Romy Schneider in uno scatto di scena de La principessa Sissi (1955)

Nata nella Vienna post-Anschluss, Romy Schneider era figlia della tedesca Magda Schneider e dell'austriaco Wolf Albach-Retty, attori di successo in Austria. Dopo un periodo trascorso in collegio, in cui dimostrò un certo talento per la pittura, tornò in famiglia a Vienna. La madre nel frattempo aveva contratto un secondo matrimonio con un pasticciere di Colonia, in Germania, dove da quel momento visse la famiglia.
Nonostante non ne fosse convinta, Romy Schneider fu fortemente influenzata dalla madre nell'intraprendere la carriera cinematografica. Apparve per la prima volta sullo schermo all'età di soli 15 anni, nel film Fiori di lillà (1953) di Hans Deppe. Ottenne il suo primo successo l'anno successivo con L'amore di una grande regina (1954) di Ernst Marischka, un film sulla giovinezza della Regina Vittoria, dove venne accreditata con il nome d'arte di Romy Schneider, prendendo quindi il cognome della madre, e non quello del padre, che era Albach-Retty. Il ruolo della baronessa Lehzen, fedele governante della regina Vittoria, venne interpretato proprio da Magda, che durante la prima parte della carriera della figlia, ricoprirà più volte il ruolo di madre e zia in film successivi, tra cui i più famosi sono quelli della trilogia di Sissi, dedicati all'Imperatrice d'Austria Elisabetta. Prodotti nel triennio 1955-1957, le pellicole consentirono a Romy Schneider di ottenere un'immensa popolarità, grazie alla freschezza e all'ingenuità che l'attrice seppe infondere nel personaggio. Ancora oggi i tre film sono riproposti spesso in televisione, a dimostrazione del loro perdurante successo. Per il grande pubblico che ignora le interpretazioni della seconda parte della carriera dell'attrice, Romy Schneider è semplicemente identificata come "Sissi".
Ai film della trilogia di Sissi seguirono o si inframmezzarono altri lavori più o meno dello stesso tenore, favole romantiche a lieto fine, o commedie divertenti, in cui l'attrice interpretò sempre la parte della fanciulla pura, onesta e allegra, magari solo sfiorata da tentazioni, come in Eva. Confidenze di una minorenne (1958) di Rolf Thiele, ruolo che aveva interpretato anche la madre nel film Eva (1935). Durante questi primi anni di carriera, Magda guidò la figlia nella scelta dei ruoli cinematografici e curò la sua immagine, mentre il patrigno gestì gli aspetti finanziari.

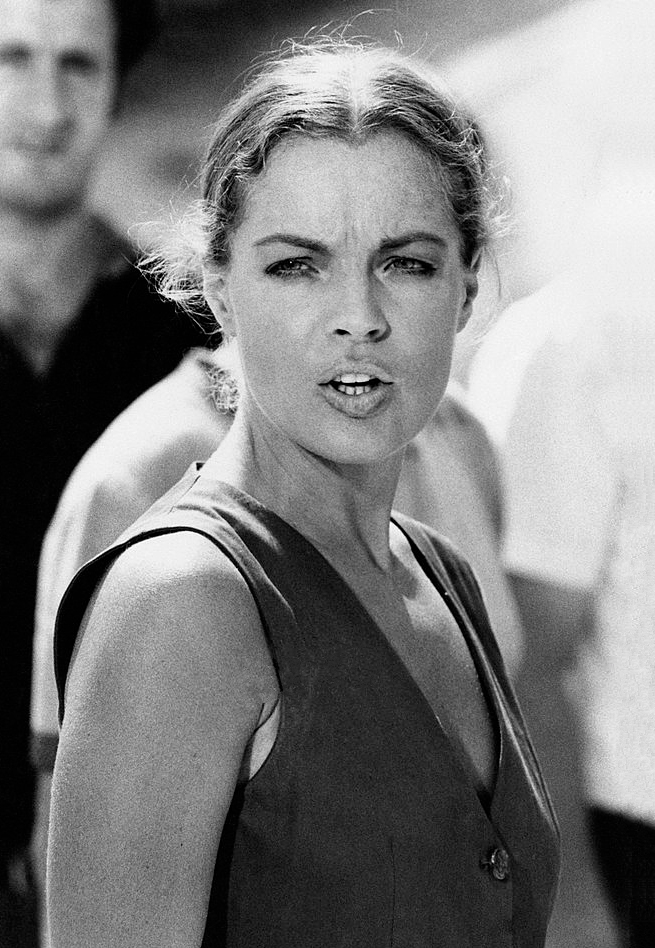
Romy Schneider sul set de La Califfa (1970)

Già alla fine degli anni cinquanta l'attrice incominciò a manifestare una certa insofferenza ai ruoli leggeri fino ad allora interpretati. Rifiutò infatti di girare un quarto film sulla vita di Sissi, già in preparazione. Più tardi confesserà a Karlheinz Böhm, l'attore che interpretava il ruolo di Francesco Giuseppe e con cui rimase sempre in amicizia, di vergognarsi profondamente dei film girati in quel periodo. In un'intervista pubblicata in Italia su la Repubblica, Böhm dichiarò di ritenere che questa insoddisfazione di fondo fosse diventata con il tempo un peso per l'attrice e che avesse contribuito (insieme con altri fattori molto più determinanti) a condurla all'alcolismo e alla depressione che l'afflissero nell'ultimo periodo della sua vita, prima della tragica fine.
La svolta nella carriera della Schneider giunse con il film L'amante pura (1958) di Pierre Gaspard-Huit. Durante la lavorazione conobbe Alain Delon e con lui ebbe una lunga relazione sentimentale, trasferendosi a Parigi. Dopo aver recitato in inglese ne Il processo (1962) di Orson Welles, facendosi notare accanto ad Anthony Perkins, Jeanne Moreau ed Elsa Martinelli, recitò in vari film hollywoodiani come Il cardinale (1963) di Otto Preminger, Scusa, me lo presti tuo marito? (1964) di David Swift, in coppia con Jack Lemmon, nel cult Ciao Pussycat (1965) di Clive Donner, con Peter O'Toole e Woody Allen, e Alle 10:30 di una sera d'estate (1966) di Jules Dassin, al fianco di Peter Finch e Melina Merkouri.
In seguito la Schneider apparve prevalentemente in film di produzione francese e italiana, come La piscina (1968) di Jacques Deray in cui ritrovò Alain Delon, La Califfa (1970) di Alberto Bevilacqua, L'amante (1970) di Claude Sautet, L'assassinio di Trotsky (1972) di Joseph Losey, Ludwig (1973) di Luchino Visconti, dove fu una più matura e accorata Elisabetta di Baviera, ben diversa dalla spensierata Sissi degli esordi, Una donna alla finestra (1976) di Pierre Granier-Deferre e La morte in diretta (1980) di Bertrand Tavernier, distinguendosi per la luminosa bellezza e il temperamento drammatico. 
Nel frattempo, dopo la rottura con Delon nel 1964, la vita sentimentale dell'attrice fu tormentata e complicata dal fallimento di due matrimoni, eventi che la portarono a depressione e alcolismo, malgrado la nascita di due figli, David, nato il 3 dicembre 1966 dal primo matrimonio con il regista Harry Meyen, e Sarah, nata il 21 luglio 1977 dalla seconda unione con il giornalista italo-francese Daniel Biasini, e divenuta anch'essa attrice. La fragilità e l'equilibrio emotivo dell'attrice vennero ulteriormente compromessi dalla scomparsa del primo marito Harry Meyen, impiccatosi nel 1979 nella sua casa di Amburgo. Quello stesso anno prese parte a Linea di sangue di Terence Young, il suo ultimo film di produzione americana.

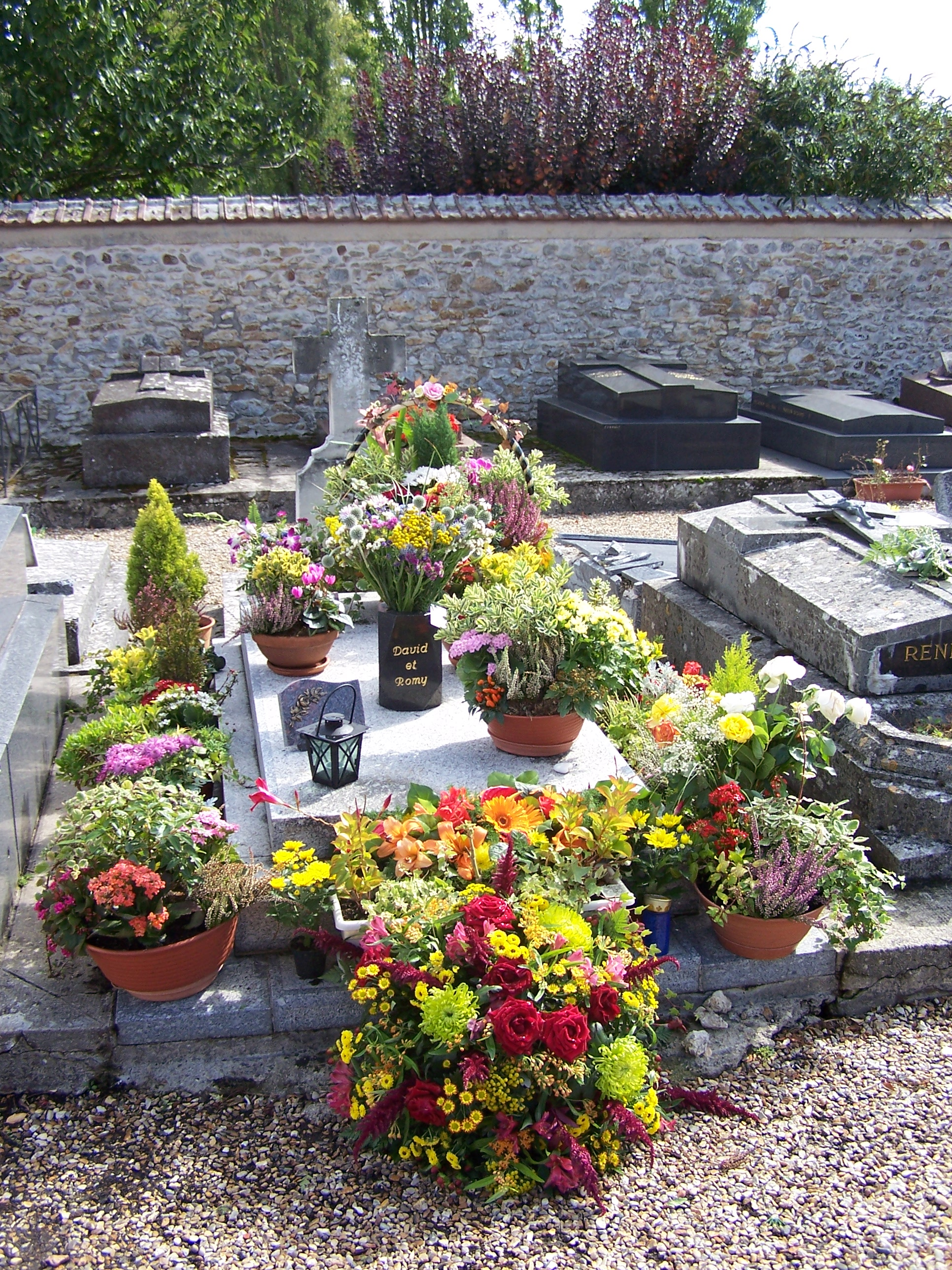
La tomba di Romy Schneider e di David, a Boissy-sans-Avoir

Inquietante e toccante, il film Fantasma d'amore (1981) di Dino Risi contiene segni premonitori del tragico epilogo cui l'attrice andò incontro nella vita reale. Ormai segnata dall'alcol, dall'asportazione di un rene a causa di un tumore e, soprattutto, dalla tragica scomparsa del quattordicenne figlio David (morto il 5 luglio 1981 dopo essere rimasto infilzato in un cancello che tentava di scavalcare a casa dei nonni), la Schneider fu trovata morta il 29 maggio 1982 nella casa parigina del produttore Laurent Petin, al quale era legata da circa un anno. Aveva 43 anni. All'inizio la voce di un suicidio ebbe molta diffusione, ma dopo l'autopsia venne stabilita come causa del decesso un fatale arresto cardiaco. È sepolta accanto al figlio David, a Boissy-sans-Avoir, paesino vicino alla capitale francese.
Secondo un articolo del 21 dicembre 2009 del quotidiano tedesco Bild, dal 1976 sino alla morte la Schneider fu vittima di spionaggio da parte della Stasi, i servizi segreti della DDR, per il suo sostegno a un comitato d'opposizione. In effetti l'attrice, nota per la sua generosità e per il sostegno che dava a diverse iniziative umanitarie e di beneficenza, aiutò un movimento d'opposizione nell'allora DDR.

## Filmografia
- Fiori di lillà (Wenn der weiße Flieder wieder blüht), regia di Hans Deppe (1953)
- Fuoco d'artificio (Feuerwerk), regia di Paul Burkhard, Erik Charell e Kurt Hoffmann (1954)
- L'amore di una grande regina (o La giovane regina Vittoria) (Mädchenjahre einer Königin), regia di Ernst Marischka (1954)
- 4º fanteria (Die Deutschmeister), regia di Ernst Marischka (1955)
- Il mio primo amore (Der letzte Mann), regia di Harald Braun (1955)
- La principessa Sissi (Sissi), regia di Ernst Marischka (1955)
- Kitty (Kitty und die große Welt), regia di Alfred Weidenmann (1956)
- Sissi - La giovane imperatrice (Sissi - Die junge Kaiserin), regia di Ernst Marischka (1956)
- Le avventure di Robinson (Robinson soll nicht sterben), regia di Josef von Báky (1957)
- Un amore a Parigi (Monpti), regia di Helmut Käutner (1957)
- Destino di una imperatrice (Sissi - Schicksalsjahre einer Kaiserin), regia di Ernst Marischka (1957)
- Eva. Confidenze di una minorenne (Die Halbzarte), regia di Rolf Thiele (1958)
- Sissi a Ischia (Scampolo), regia di Alfred Weidenmann (1958)
- Ragazze in uniforme (Mädchen in Uniform), regia di Géza von Radványi (1958)
- L'amante pura (Christine), regia di Pierre Gaspard-Huit (1958)
- Angelica ragazza jet (Ein Engel auf Erden), regia di Géza von Radványi (1959)
- Sissi, la favorita dello zar (Die schöne Lügnerin) regia di Alex Von Ambesser (1959)
- Katia, regina senza corona (Katia), regia di Robert Siodmak (1959)
- Delitto in pieno sole (Plein soleil), non accreditata, regia di René Clément (1960)
- Boccaccio '70, episodio "Il lavoro" di Luchino Visconti (1962)
- Forever My Love, regia di Ernst Marischka (1962)
- Gli amanti dell'isola (Le combat dans l'île), regia di Alain Cavalier (1962)
- Il processo (Le Procès), regia di Orson Welles (1962)
- L'amour à la mer, regia di Guy Gilles (1963)
- I vincitori (The Victors), regia di Carl Foreman (1963)
- Il cardinale (The Cardinal), regia di Otto Preminger (1963)
- L'enfer, regia di Henri-Georges Clouzot (1964)
- Scusa, me lo presti tuo marito? (Good Neighbor Sam), regia di David Swift (1964)
- Ciao Pussycat (What's new, Pussycat?), regia di Clive Donner (1965)
- La voleuse, regia di Jean Chapot (1966)
- Alle 10:30 di una sera d'estate (10:30 P.M. Summer), regia di Jules Dassin (1966)
- Agli ordini del Führer e al servizio di Sua Maestà (Triple Cross), regia di Terence Young (1966)
- L'incredibile affare Kopcenko (Otley), regia di Dick Clement (1968)
- La piscina (La piscine), regia di Jacques Deray (1969)
- La Califfa, regia di Alberto Bevilacqua (1970)
- L'amante (Les choses de la vie), regia di Claude Sautet (1970)
- Uccidi uccidi, ma con dolcezza (My Lover My Son), regia di John Newland (1970)
- Il cadavere dagli artigli d'acciaio (Qui?), regia di Léonard Keige (1970)
- Il commissario Pelissier (Max et les ferrailleurs), regia di Claude Sautet (1971)
- Un uomo in vendita (Bloomfield), regia di Richard Harris e Uri Zohar (1971)
- L'assassinio di Trotsky (The Assassination of Trotsky), regia di Joseph Losey (1972)
- È simpatico, ma gli romperei il muso (César et Rosalie), regia di Claude Sautet (1972)
- Ludwig, regia di Luchino Visconti (1973)
- Noi due senza domani (Le train), regia di Pierre Granier-Deferre (1973)
- Il montone infuriato (Le mouton enragé), regia di Michel Deville (1974)
- Male d'amore (Un amour de pluie), regia di Jean-Claude Brialy (1974)
- Trio infernale (Le trio infernal), regia di Francis Girod (1974)
- L'importante è amare (L'important c'est d'aimer), regia di Andrzej Zulawski (1975)
- Gli innocenti dalle mani sporche (Les innocents aux main sales), regia di Claude Chabrol (1975)
- Frau Marlene (Le vieux fusil), regia di Robert Enrico (1975)
- Mado, regia di Claude Sautet (1976)
- Una donna alla finestra (Une femme à sa fenêtre), regia di Pierre Granier-Deferre (1976)
- Foto di gruppo con signora (Gruppenbild mit Dame), regia di Aleksandar Petrović (1977)
- Una donna semplice (Une histoire simple), regia di Claude Sautet (1978)
- Linea di sangue (Bloodline), regia di Terence Young (1979)
- Chiaro di donna (Claire de femme), regia di Costa-Gavras (1979)
- La morte in diretta (La mort en direct), regia di Bertrand Tavernier (1980)
- La banchiera (La banquière), regia di Francis Girod (1980)
- Fantasma d'amore, regia di Dino Risi (1981)
- Guardato a vista (Garde à vue), regia di Claude Miller (1981)
- La signora è di passaggio (La passante du Sans-Souci), regia di Jacques Rouffio (1982)

## Riconoscimenti
- Golden Globe
  - 1964 – Candidatura alla migliore attrice in un film drammatico per Il cardinale

- David di Donatello
  - 1979 – David speciale per Una donna semplice

- Bambi
  - 1955 – Candidatura alla miglior attrice per L'amore di una grande regina
  - 1956 – Candidatura alla miglior attrice per La principessa Sissi
  - 1957 – Candidatura alla miglior attrice per Sissi - La giovane imperatrice
  - 1958 – Candidatura alla miglior attrice per Destino di una imperatrice

- Bravo Otto
  - 1957 – Candidatura alla migliore attrice
  - 1958 – Migliore attrice
  - 1959 – Candidatura alla migliore attrice
  - 1971 – Candidatura alla migliore attrice
  - 1972 – Candidatura alla migliore attrice
  - 1977 – Candidatura alla migliore attrice

- Deutscher Filmpreis
  - 1959 – Candidatura alla miglior attrice protagonista per Ragazze in uniforme
  - 1973 – Candidatura alla miglior attrice protagonista per Ludwig
  - 1977 – Miglior attrice protagonista per Foto di gruppo con signora

- Premio César
  - 1976 – Migliore attrice per L'importante è amare
  - 1977 – Candidatura alla migliore attrice per Una donna alla finestra
  - 1979 – Migliore attrice per Una donna semplice
  - 1980 – Candidatura alla migliore attrice per Chiaro di donna
  - 1983 – Candidatura alla migliore attrice per La signora è di passaggio
  - 2008 – Premio César onorario

- Sant Jordi Awards
  - 1982 – Miglior attrice in un film straniero per Ludwig, La morte in diretta e Fantasma d'amore

- Taormina Film Fest
  - 1975 – Migliore attrice per L'importante è amare

## Doppiatrici italiane
Nelle versioni in italiano dei suoi film, Romy Schneider è stata doppiata da:
- Maria Pia Di Meo in Destino di una imperatrice, Il cardinale, Scusa, me lo presti tuo marito?, La piscina, Ludwig, Il montone infuriato, Male d'amore, L'importante è amare, Frau Marlene, Una donna alla finestra, Guardato a vista, La morte in diretta, La signora è di passaggio
- Rita Savagnone in La principessa Sissi, Sissi - La giovane imperatrice, La Califfa, Linea di sangue
- Fiorella Betti in L'amante pura, Il processo, Agli ordini del Führer e al servizio di Sua Maestà, L'incredibile affare Kopcenko
- Claudia Giannotti in Il commissario Pelissier, È simpatico, ma gli romperei il muso, L'amante, Il cadavere dagli artigli d'acciaio
- Vittoria Febbi in Noi due senza domani, Gli innocenti dalle mani sporche, Chiaro di donna, Fantasma d'amore
- Cristiana Lionello nei ridoppiaggi de L'amore di una grande regina, La principessa Sissi, Sissi - La giovane imperatrice, Destino di una imperatrice
- Adriana Asti in Boccaccio '70
- Valeria Valeri in Ciao Pussycat
- Valeria Perilli in Foto di gruppo con signora
- Melina Martello in Una donna semplice
- Noemi Gifuni in La banchiera